# رجاویتسا
رجاویتسا (به صربی: Rđavica) یک منطقهٔ مسکونی در صربستان است که در سوردولیکا واقع شده‌است. رجاویتسا ۴۰ نفر جمعیت دارد.